# 아롤드 무쿠디
아롤드 데스티 무쿠디(프랑스어: Harold Desty Moukoudi, 1997년 11월 27일 ~ )는 그리스 수페르리가 엘라다의 클럽 AEK 아테네에서 센터백으로 활약하고 있는 카메룬의 프로 축구 선수이다. 프랑스에서 태어난 그는 카메룬 국가대표팀에서 뛰고 있다.

## 어린 시절
무쿠디는 킬리안 음바페가 고향으로 있는 코뮌인 봉디에서 태어났다. 그의 부모님은 카메룬의 두알라에서 태어났다. 그는 2000년 1월 17일, 아버지의 귀화로 프랑스 국적을 얻었다.

## 구단 경력

### 생테티엔
2019년 6월 계약이 끝난 후, 그는 2019년 3월 29일, 생테티엔과 계약을 체결했다. 무쿠디는 2019-20년 리그 1 시즌 첫날인 2019년 8월 10일, 디종과의 경기에서 첫 발을 내딛다. 그는 로이크 페랭과 함께 중앙 수비수로 활약하며 2-1 승리에 기여하고 있다.
2020년 1월 31일, 그는 미들즈브러로 임대되었다. 그는 빠르면 7월에 파리 생제르맹과의 쿠프 드 프랑스 결승전에 출전하기 위해 생테티엔에 의해 기억되고 있다. 무쿠디는 다음 해에 생테티엔에서 신뢰할 수 있는 수비 가치로 자리 잡았다. 하지만 2021-2022년 리그 1 시즌은 르아브르가 그린 유니폼을 입고 26경기에 출전해 승리를 거두지 못하는 악몽과도 같은 시즌이었다. 그 후 오세르와의 경기에서 패배한 후 리그 2로 강등되었다.

### AEK 아테네
2022년 8월 17일, 생테티엔을 떠나기로 결정한 후, 무쿠디는 AEK 아테네로의 이적 가능성을 논의하기 위해 아테네로 갔다. 하루 후, 그리스 클럽은 무쿠디와 2026년 여름까지 자유 이적을 공식 발표했다.
2023년 5월 14일, AEK 아테네는 볼로스와의 안방 경기에서 4-0으로 가볍게 승리한 후, 13번째 우승을 자축했다. 10일 후, 무쿠디는 그리스 컵 결승전에서 골을 넣었는데, 이 경기에서 AEK 아테네는 PAOK를 2-0으로 이기고 1978년 이래 첫 더블을 확정지었으며, 6분부터 10명의 선수들과 경기했음에도 불구하고 전체 3위를 기록했다.
7월 초, 랑스는 800만 유로에서 1,000만 유로 사이의 금액을 제시하였으나, 그리스 구단은 이를 거절하였다.

## 국가대표팀 경력
그의 이중 국적 때문에, 무쿠디는 원래 카메룬과 프랑스 국가대표팀에서 모두 뛸 수 있는 자격을 얻었다. 그는 전 프랑스 청소년 국가대표였다. 그는 2019년 10월 12일, 0-0으로 비긴 튀니지와의 친선 경기에서 카메룬 국가대표팀에 데뷔했다.
무쿠디는 2021년 아프리카 네이션스컵에서 첫 국제 대회에 출전하였다.
2023년 12월 28일, 그는 2023년 아프리카 네이션스컵에 참가할 27명의 카메룬 선수 명단에서 선발되었다.

## 수상
생테티엔
- 쿠프 드 프랑스 준우승 : 2019-20[13]

AEK 아테네
- 수페르리가 엘라다 : 2022-23
- 그리스 컵 : 2022-23

카메룬
- 아프리카 네이션스컵 : 3위 (2021)[14]

### 개인
- 수페르리가 엘라다 올해의 팀 : 2022-23[15]